# Chapecó (tiểu vùng)
Chapecó là một tiểu vùng thuộc bang Santa Catarina, Brasil. Tiều vùng này có diện tích 6208 km², dân số năm 2007 là 390795 người.